# Rovinari
Rovinari (pronunciació en romanès: [roviˈnarʲ]) és una ciutat del comtat de Gorj, Oltènia (Romania). Una gran central elèctrica que crema carbó es troba a prop de la ciutat. Les mines de carbó de lignit superficial i subterrani operen a la zona circumdant. Es va convertir oficialment en una ciutat el 1981, com a resultat del programa de sistematització rural romanès.
Segons el cens del 2011, la població de Rovinari se situa en 11.816 habitants, per sota del cens anterior del 2002, quan es registraven 12.509 habitants. La majoria dels habitants són romanesos (94,02%). Per al 5,37% de la població, es desconeix l’ètnia. Des del punt de vista confessional, la majoria dels habitants són ortodoxos (91,8%). Per al 5,42% de la població, no es coneix l’afiliació confessional.

## Fills il·lustres
- Theodor Costescu